# Gándaras de Budiño

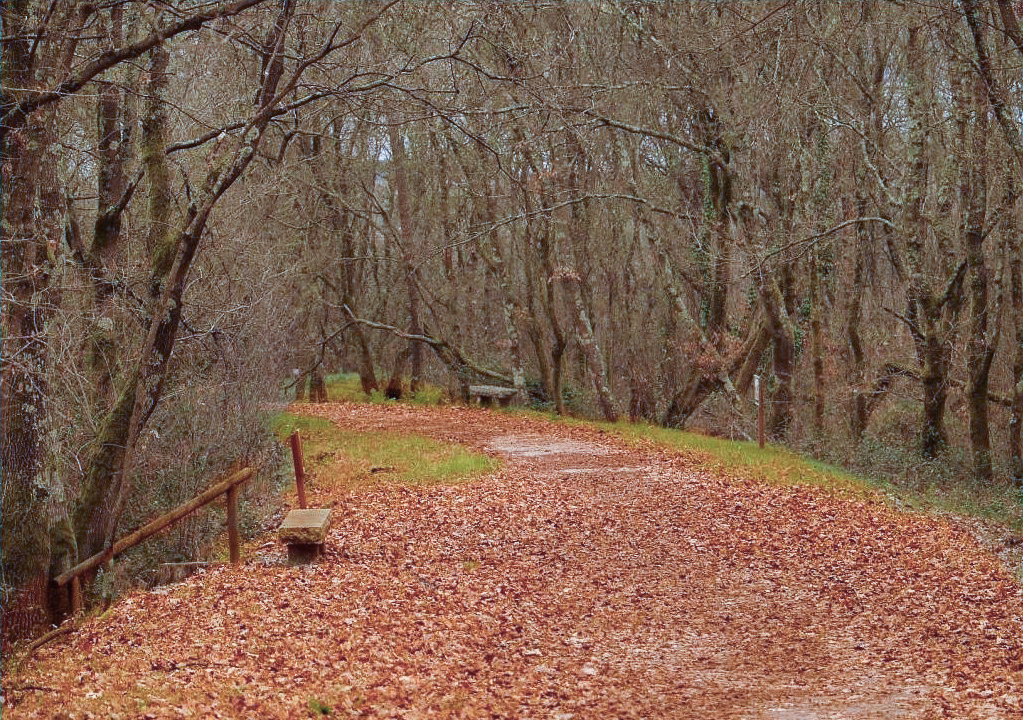
Sendero en las Gándaras de Budiño.

Las Gándaras de Budiño es un ecosistema situado en el sur del municipio de Porriño, en la provincia de Pontevedra, España. Ocupa una superficie de más de 700 hectáreas a lo largo del río Louro, afluente del Miño. Por su proximidad al Atlántico y a la humedad de la zona, se convierte en una zona pantanosa de importante valor natural.
En este lugar, se encontraron asentamientos paleolíticos que se pueden visitar gracias a los recorridos de senderismo.
Pero lo más destacado de Las Gándaras de Budiño es su fauna y flora; la vegetación acuática y sobre todo la gran cantidad de aves migratorias que tienen un punto de cría en esta zona hacen de Las Gándaras un lugar de gran interés científico.
Al pie mismo de todo este ecosistema, hay un amenazante polígono industrial que aglutina la creciente actividad empresarial de Porriño, impulsada sobre todo por la variedad local de granito "rosa Porriño" muy apreciado por su resistencia; y por la expansión de los polígonos de Vigo que han instalado aquí muchas de las empresas de la zona franca.